# Kwasi Owusu
Kwasi Owusu (7 novembre 1945 – Sunyani, 30 marzo 2020) è stato un calciatore ghanese, di ruolo attaccante.

## Carriera
Fu autore di 40 reti con la maglia della Nazionale ghanese che rappresentò anche alle Olimpiadi del 1972.